# Charlotte de Sauve
Charlotte de Beaune Semblançay, komtesa de Tours, baronka de Sauve, markýza de Noirmoutier (26. října 1551 – 30. září 1617, Paříž) byla francouzská šlechtična a milenka krále Jindřicha Navarrského, pozdějšího francouzského krále Jindřicha IV. Byla součástí známé „Létající eskadry“ královny matky Kateřiny Medicejské (francouzsky L'escadron volant ), skupiny krásných špiónek a informátorek, které byly využívány k tomu, aby svedly důležité muže u dvora, a tak získávaly informace, které dále předávaly královně matce. 

## Životopis
Charlotte se narodila ve Francii 26. října 1551 jako dcera a jediné dítě Jacquese de Beaune, barona Semblançaye, vikomta de Tours, a Gabrielly de Sade, potomků provensálské šlechty. Rodinné sídlo bylo v bývalé provincii Touraine. Její pradědeček Jacques de Beaune byl finančním superintendantem krále Františka I. Ten jej však nechal na popud své matky Louisy Savojské v roce 1527 popravit. Charlotte získala po svém otci jako dědictví baronství Semblançay a vikomství Tours.
Charlotte byla poslána k francouzskému královskému dvoru, kde se vzdělávala v domácnosti královny matky Kateřiny Medicejské. Byla popisována jako „krásná blondýnka, inteligentní a nemorální“ a v roce 1569 v jejích osmnácti letech byla navíc provdána za Simona de Fizes, barona de Sauve, státního sekretáře krále Karla IX., později i krále Jindřicha III. Její sňatek zařídila mocná rodina de Guise.  Historik Jean Heritier ji popisuje tak, že „v jednadvaceti věděla vše, co se o politice dalo vědět“.  Charlottinu údajnou krásu popírá autor Mark Strage, který místo toho popisuje Charlottu jako více „příjemnější a živější než smyslnou“. 
Byla jmenována dvorní dámou Markéty de Valois . Zachovaly se informace, že se účastnila některých extravagantních průvodů a baletů, které Kateřina Medicejská tak ráda pořádala.  Pomohla například Kateřině uspořádat 9. června 1577 na zámku Chenonceau venkovní slavnost, jejíž součástí byla i Apoteóza ženy. Během slavnosti byli mužští hosté obsluhováni nejkrásnějšími dvorními dámami královny Kateřiny, které měly obnaženou horní polovinu těla a vlasy měly volně rozpuštěné, což byl původní zvyk nevěst o svatební noci.  
Dne 27. listopadu 1579 zemřel její manžel. Charlotte se potom dne 18. října 1584 provdala podruhé, tentokrát za Françoise de La Tremoille, markýze de Noirmoutier, kterému v roce 1586 porodila syna Louise de La Tremoille. Po smrti svého otce v roce 1608 se Louis stává markýzem de Noirmoutier. Dne 13. března 1610 se oženil s Lucrèce Bouhier, se kterou měl syna Louise de La Tremoille, 1. vévodu z Noirmoutier (25. prosince 1612 – 12. října 1666). Nejvíce známým potomkem Charlotte byla Marie-Anne de la Trémoille, princezna des Ursins, která žila na královském dvoře ve Španělsku, kde působila jako prostředník mezi králem Filipem V. a jeho dědem, francouzským králem Ludvíkem XIV.

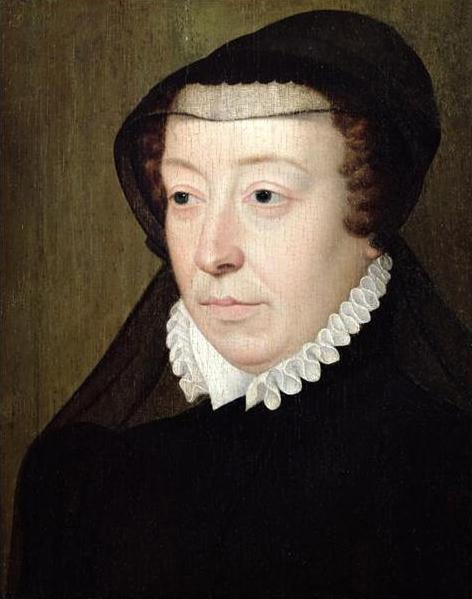
Kateřina Medicejská využívala svou známou skupinu informátorek zvaných „létající eskadra“, jejíž členkou byla i Charlotte de Sauve.

## Létající eskadra
Krátce po svatbě Jindřicha Navarrského s Markétou z Valois, dcerou královny Kateřiny, v roce 1572 začlenila Kateřina Charlottu do své elitní skupiny krásných špiónek a informátorek známých jako „létající eskadra“ (L'escadron volant ) a rychle se vypracovala na jednu z jejích nejúspěšnějších členek. Záměrem královny matky bylo využít Charlottu, aby ta svedla Jindřicha Navarrského, stala se jeho důvěrnicí i milenkou, a tak získala informace, které by následně předala Kateřině, a ta je následně využila jako politickou páku. „Létající eskadra“ měla i svůj mužský protějšek v „Les Mignons“. Charlotte byla v zadaném úkolu úspěšná a brzy se stala Jindřichovou milenkou a měla na něj silný vliv. Jeho žena Markéta zaznamenala ve svých pamětech: „Paní de Sauve zcela ovládla mého manžela, že jsme spolu přespali spát, a dokonce i nemluvit“. Markéta obvinila baronku de Sauve, že přesvědčila Jindřicha o tom, že Markéta na Charlottu žárlí. Výsledkem bylo, že se Markétě přestal Jindřich svěřovat, ačkoliv ona mu jeho aféry trpěla.
Charlotte de Sauve byla považována za cenný zdroj informací, které vedly k popravě Markétina milence Josepha Bonifáce de La Môle a Annibala de Coconnas za to, že se v roce 1574 zapojili do spiknutí s cílem svrhnout těžce nemocného Karla IX. a královnu matku za pomoci hugenotských jednotek. V roce 1575 Kateřina Medicejská, podporovaná svým synem francouzským králem Jindřichem III., navedla Charlottu, aby svedla králova bratra a svého nejmladšího syna, Françoise, vévodu z Alençonu, s cílem vyprovokovat nepřátelství mezi oběma mladými muži, aby spolu v budoucnu nemohli společně konspirovat. Charlotte se skutečně stala vévodovou milenkou, což ale vedlo k rozporu mezi bývalými blízkými přáteli Jindřichem Navarrským a vévodou de Alençon, kteří se stali rivaly kvůli Charlotte. Podle Markétiných vzpomínek: „Charlotte de Sauve se k oběma [Jindřichovi Navarrskému a vévodovi de Alençon] chovala tak, že na sebe začali extrémně žárlit, a to do té míry, že zapomněli na své ambice, své povinnosti a plány a nemysleli na nic jiného, než aby hlídali tuto ženu“. Jindřich Navarrský napsal svému příteli: „Dvůr je nejpodivnější, jaký jsem kdy poznal. Jsme téměř vždy připraveni podříznout si hrdlo... Celá skupina, kterou znáte, chce mou smrt kvůli mé lásce k Monsieurovi [de Alençonovi] a už potřetí zakázali mé paní [Charlotte de Sauve] se mnou mluvit. Drží ji tak, že se na mě neodvažuje ani podívat. Čekám na menší bitvu, protože říkají, že mě zabijí, a já chci být o skok před nimi.“ Při jedné příležitosti nechal Jindřich III. prohledat de Alençonovy listiny, aby našel důkazy o politickém spiknutí, ale objevili pouze vyznání lásky od madame de Sauve.

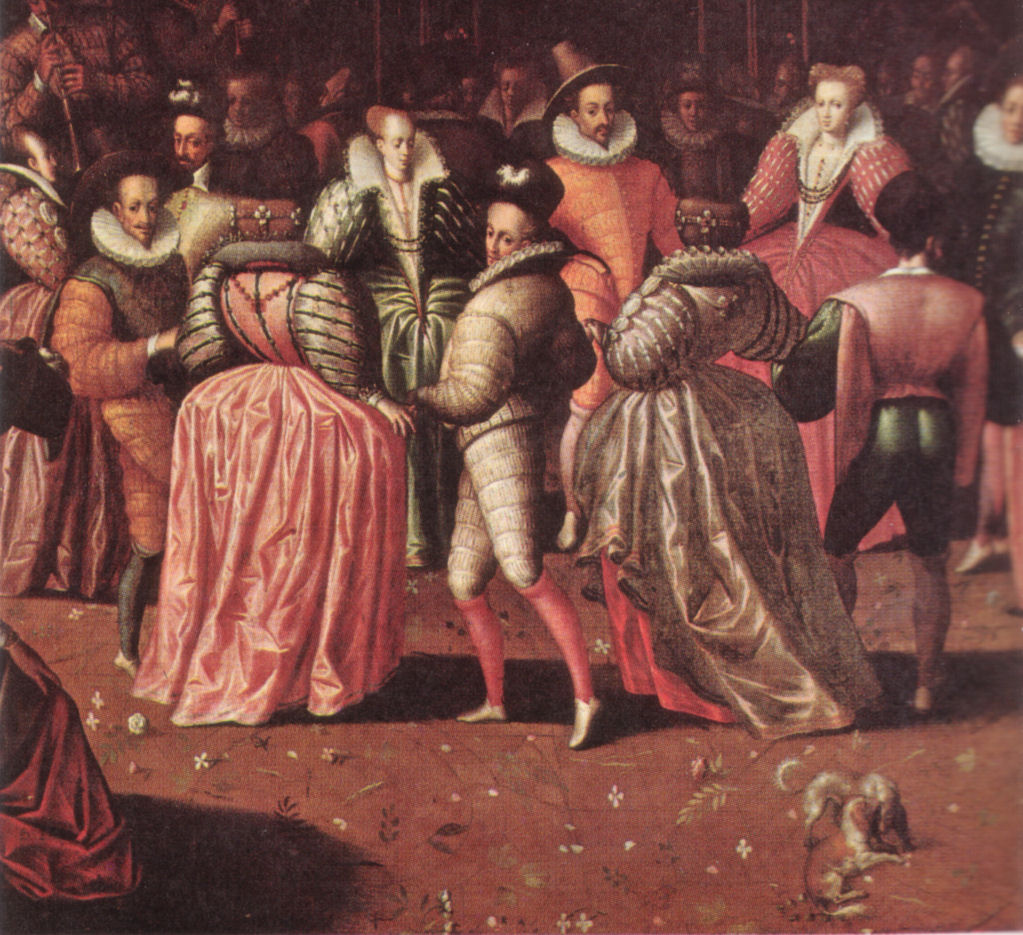
Ples na dvoře Jindřicha III. 1582

Na podzim roku 1578 je uváděna jako členka třísetčlenného dvora, který doprovázel Kateřinu a Markétu na královské cestě do Navarrského království, kde se Markéta znovu setkala se svým manželem, který se vrátil do svého království o 2 roky dříve. Jindřich však již měl novou milenku Victorii de Ayala, původem Španělku a nováčka „létající eskadry“.
Charlotte de Sauve se později stala milenkou největšího protivníka Jindřicha Navarrského, Jindřicha I., vévody de Guise, s nímž také strávila noc v Blois dne 22. prosince 1588, před jeho zavražděním „Pětačtyřicítkou“, osobní stráží Jindřicha III., následující ráno. Měla však i další milence, včetně vévody d'Épernon a Seigneura d'Avrilly.

## Pozdější roky a smrt
Historické prameny ji znovu uvádějí v roce 1599, kdy byla povolána jako svědkyně v anulačním řízení sňatku Jindřicha Navarrského (který v roce 1589 nastoupil na francouzský trůn jako Jindřich IV.) a Markéty, která se ukázala jako neplodná. Jindřich si přál anulovat své manželství, aby se mohl oženit s Marií Medicejskou a zplodil s ní legitimního dědice. Charlotte přisvědčila, že Markéta byla donucena vzít si Jindřicha na nátlak Karla IX. a královny matky. Dále přísahala, že Kateřina vyhrožovala Markétě, že „pokud nebude souhlasit s tímto sňatkem, udělá z ní nejubožejší ženu v království“. O anulaci sňatku bylo rozhodnuto 17. prosince 1599 a králi Jindřichovi IV. tak bylo umožněno oženit se s Marií Medicejskou, se kterou měl později šest potomků, včetně svého nástupce Ludvíka XIII.
Charlotte zemřela 30. září 1617, necelý měsíc před svými šedesátými šestými narozeninami.

## Ve filmu
Ve filmu La Reine Margot (Královna Margot) z roku 1994 ztvárnila roli Charlotte de Sauve italská herečka Asia Argento. Ve filmu postava zemře, když se nevědomky snaží otrávit Jindřicha Navarrského.
Charlotte je také vyobrazena herečkou Amy Groeningovou v první řadě epizodě sedmnácté seriálu Reign televize The CW.